# Se Liga Bocão
Se Liga Bocão foi um programa televisivo brasileiro apresentado por José Eduardo (conhecido popularmente como "Bocão"). Na TV Aratu, foi exibido entre 7 de agosto de 2006 e 7 de janeiro de 2008, quando foi encerrado após virem à tona denúncias de que José Eduardo estaria utilizando o programa para chantagear e extorquir empresários. Na TV Record Bahia, esteve no ar entre 14 de janeiro de 2008 e e 28 de novembro de 2014, quando deixou a programação devido a mudanças na grade da emissora.

## História
O Se Liga Bocão surgiu originalmente em 2000 na Transamérica FM Salvador, onde José Eduardo apresentava programas esportivos. A versão radiofônica estreou em um formato de jornalístico comunitário, mesclando denúncias de ouvintes e entrevistas com autoridades. Em setembro de 2005, a TV Aratu convidou José Eduardo para apresentar o programa matinal Bom Dia Bocão, que também trazia discussões sobre o esporte, mas incluía reportagens policiais em delegacias e denúncias. Em 7 de agosto de 2006, o programa é movido para o horário do meio-dia e adota a nomenclatura utilizada na versão radiofônica.
"Bocão" teve seu contrato encerrado com a TV Aratu em dezembro de 2007. O desligamento aconteceu após 21 de dezembro, dia em que o repórter Uziel Bueno, ao lado de Zé Bim, expôs no ar várias denúncias recebidas pela emissora contra "um comunicador". Uziel e Zé exibiram no ar uma fita recebida pela emissora, cujo conteúdo seria a gravação de uma ligação onde um apresentador tentava extorquir um policial.
De acordo com a imprensa, as reclamações dariam conta de que este comunicador seria José Eduardo, que estaria utilizando a a influência do programa na TV Aratu para chantagear e extorquir empresários baianos, sob a ameaça de difamá-los caso não pagassem a ele. O fato nunca foi esclarecido, nem por "Bocão" e nem pela TV Aratu, mas voltou a ser mencionado em 2024 pelo apresentador Marcelo Castro no policialesco Alô Juca, da mesma emissora, em retaliação à repercussão, por José Eduardo, das acusações de envolvimento de Castro no suposto escândalo do Pix da Record Bahia.
José Eduardo foi contratado pela TV Itapoan e anunciou a ida para a emissora no mesmo dia em que o programa dele foi ao ar pela última vez na TV Aratu, em 7 de janeiro de 2008, através do programa Balanço Geral, de Raimundo Varela.  Em 14 de janeiro de 2008, 13 dias após ser exibido pela última vez na TV Aratu, o Se Liga Bocão estreou pela TV Itapoan.
Durante sua exibição pela TV Itapoan, o Se Liga Bocão foi alvo de uma ação judicial do Ministério Público da Bahia devido a diversos abusos cometidos em seu conteúdo. Em 2011, o programa também foi por diversas vezes alvo da campanha "Quem Financia a Baixaria é Contra a Cidadania", feita por denúncias de telespectadores, na qual o programa chegou a ficar entre os cinco mais denunciados por incitação à violência, desrespeito à pessoa humana e sensacionalismo.
Em setembro de 2014, a TV Record Bahia anunciou o fim do Se Liga Bocão após uma reunião com o vice-presidente de jornalismo da Rede Record, Douglas Tavolaro. A decisão foi regida por uma pesquisa qualitativa que indicava que o programa estava desgastado devido ao uso de uma fórmula baseada em conteúdos violentos. O programa foi exibido pela última vez em 28 de novembro de 2014 e substituído pela segunda edição do Balanço Geral BA, também apresentado por José Eduardo.